# Nicotianoideae
Nicotianoideae es una subfamilia de plantas de la familia (Solanaceae). Se subdivide en 2 tribus:

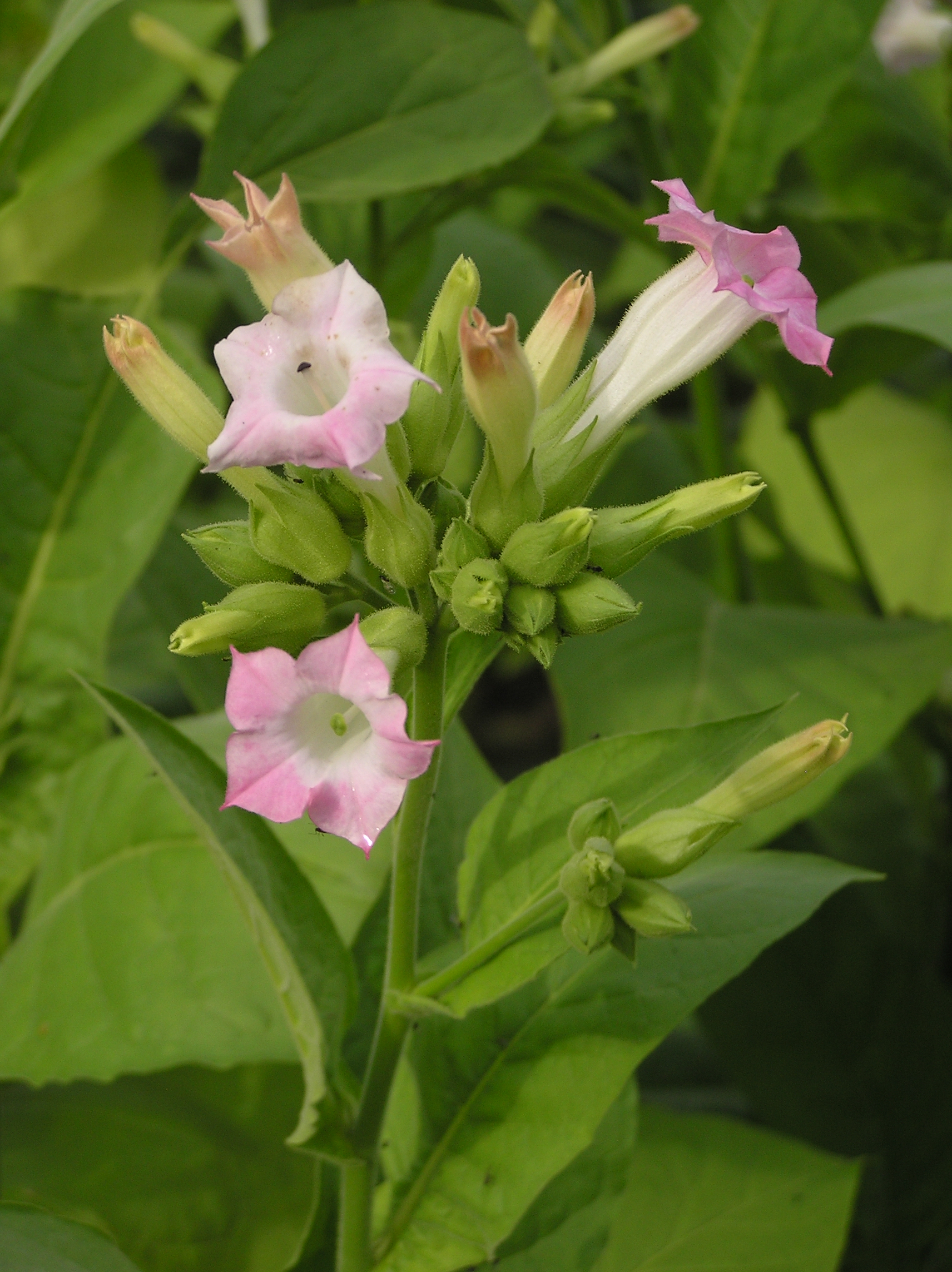
Inflorescencia del tabaco, Nicotiana tabacum

- Tribu Anthocercideae G.Don, 1838: Esta tribu es endémica de Australia —aunque una especie (Duboisia myoporoides) está también presente en Nueva Caledonia[1]— y comprende 31 especies distribuidas en 7 géneros. La sistemática molecular de la tribu indica que la misma es hermana de Nicotiana, que los géneros Anthocercis, Anthotroche, Grammosolen, y Symonanthus son monofiléticos, mientras que Cyphanthera y Duboisia no lo son (Crenidium es monotípico). Se infirió además que algunos caracteres son derivados dentro de la tribu, tales como los estambres uniloculares, con opérculos semicirculares, flores ebracteoladas, y frutos en bayas.[2]
  - Anthocercis Labill., 1806 - 10 especies, Australia.
  - Anthotroche Endl., 1839 - 4 especies, Australia.
  - Crenidium Haegi, 1981 - género monotípico, Australia.
  - Cyphanthera Miers, 1853 - 9 especies, Australia.
  - Duboisia R. Br., 1810 - 4 especies, Australia.
  - Grammosolen Haegi, 1981 - 2 especies, Australia.
  - Symonanthus Haegi, 1981 - 2 especies, Australia.

- Tribu Nicotianeae Dum., 1827:  
  - Nicotiana L., 1754 - Género ampliamente distribuido, con 52 especies americanas, 23 australianas y una africana.